# ポグラデツ県
ポグラデツ県（ポグラデツけん、アルバニア語: Rrethi i Pogradecit、英語: Pogradec District）は、アルバニアのコルチャ州に属する県。
2010年1月1日現在の人口は70,575人で、面積は939km2である。県都はポグラデツ。内陸部にあたり、オフリド湖に面する。コルチャ県及びエルバサン県と高速道路で結ばれている。東にマケドニア共和国との国境を持つ。

## 下部行政区画
- Bashkia Pogradec（ポグラデツ）

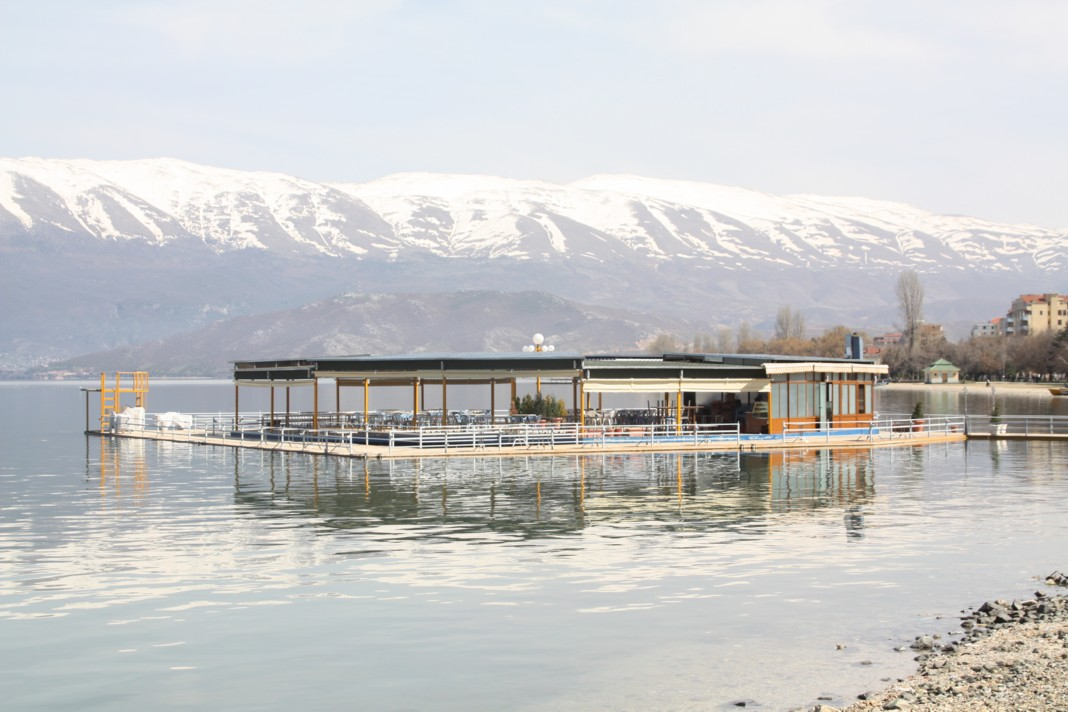
オフリド湖（ポグラデツ市内）

- Komuna Buçimas
- Komuna Çërravë
- Komuna Dardhas
- Komuna Udënisht
- Komuna Proptisht
- Komuna Trebinjë
- Komuna Velçan